# Alberto Escassi
Alberto Escassi (Málaga, 28 de febrero de 1989) es un futbolista español. Juega de centrocampista en el Marbella F. C. de la Primera Federación.

## Trayectoria
Proveniente de equipos humildes de Málaga, fichó por las categorías inferiores del Getafe Club de Fútbol, ascendiendo en la temporada 2009-10 a Segunda División "B" con el Getafe Club de Fútbol "B". Su primer partido en Primera División fue contra el Villarreal Club de Fútbol el 13 de mayo de 2010, partido en el que jugó los últimos minutos sustituyendo a Javier Casquero.
La temporada 2011-12 fue cedido al Hércules C. F., equipo en el que se acabó quedando después de firmar por dos años. En el último de ellos descendieron de categoría, por lo que fichó por la A. D. Alcorcón para seguir compitiendo en la Segunda División.
En la temporada 2015-16 jugó para la U. E. Llagostera y la 2016-17 lo hizo en el C. D. Numancia. Al año siguiente estuvo a punto de conseguir el ascenso con el equipo numantino.[cita requerida]
En agosto de 2020 se convirtió en jugador del Málaga C. F. tras rescindir su contrato con el C. D. Numancia. Finalizó su contrato el 30 de junio de 2023 y el 5 de julio firmó por la U. D. Ibiza. En este equipo compitió durante dos temporadas en la Primera Federación y en julio de 2025 se unió al Marbella F. C.

## Clubes
| Club                    | País   | Año       |
| ----------------------- | ------ | --------- |
| Getafe C. F. "B"        | España | 2008-2012 |
| Hércules C. F. (cedido) | España | 2011-2012 |
| Hércules C. F.          | España | 2012-2014 |
| A. D. Alcorcón          | España | 2014-2015 |
| U. E. Llagostera        | España | 2015-2016 |
| C. D. Numancia          | España | 2016-2020 |
| Málaga C. F.            | España | 2020-2023 |
| U. D. Ibiza             | España | 2023-2025 |
| Marbella F. C.          | España | 2025-     |